# 賽馬會摩星嶺青年旅舍
賽馬會摩星嶺青年旅舍（英語：Jockey Club Mt Davis Youth Hostel）位於香港香港島中西區薄扶林摩星嶺徑123號，面向東博寮海峽與硫磺海峽。賽馬會摩星嶺青年旅舍於1981年落成，於2012年重新興建，於同年9月28日正式重新開業。賽馬會摩星嶺青年旅舍為由香港青年旅舍協會所管理的一間青年旅舍，整幢青年旅舍設有128張牀位，分為男、女宿舍、雙人房、海景雙人房、4人及6人房間，並且設立有多個活動室（最多可以容納50人）、休憩室及電單車停車場等。此外，賽馬會摩星嶺青年旅舍設立有270度的觀景台，可以讓遊客欣賞到維多利亞港、青馬大橋和香港離島的景色；此外，亦設有燒烤場設施，及於堅尼地城科士街提供免費接駁專車來往旅舍。

## 歷史
摩星嶺曾經為駐港英軍軍事要塞，遺留下來不少炮台遺迹，賽馬會摩星嶺青年旅舍營地之上，就是摩星嶺炮台遺址，而宿舍門口的對面，就是香港保衛戰時駐守於香港的軍人的用膳地點。
1981年，摩星嶺青年旅舍落成及開幕。
2000年，摩星嶺青年旅舍添加了新翼。
2012年8月1日，由香港賽馬會資助950萬港元重新興建工程（參考了澳洲悉尼海港青年旅舍的設計）完成的賽馬會摩星嶺青年旅舍測試業務；至9月28日，正式開幕。為了配合位處於附近的古迹建築群，賽馬會摩星嶺青年旅舍的旅舍設計有包括到炮台等元素，例如在原屬空地的公共空間，增加了藝術品擺設，包括彷大炮形狀等的藝術品，住客可以在昔日炮台口之下，欣賞270度海景，亦可以與其他宿友交流；宿舍牆上有告示板，簡介了第二次世界大戰時香港保衛戰的歷史；活動室裡，亦有一幅大炮圖隱含在一列牆櫃之中。此外，賽馬會摩星嶺青年旅舍發售古迹徑地圖予旅客，以推動文物旅遊等。

## 房間類別
賽馬會摩星嶺青年旅舍以四人房間和六人房間為主，另外設立有兩間可以觀賞維多利亞港海景的二人房；全旅舍共有33間房間，合共128張牀位。

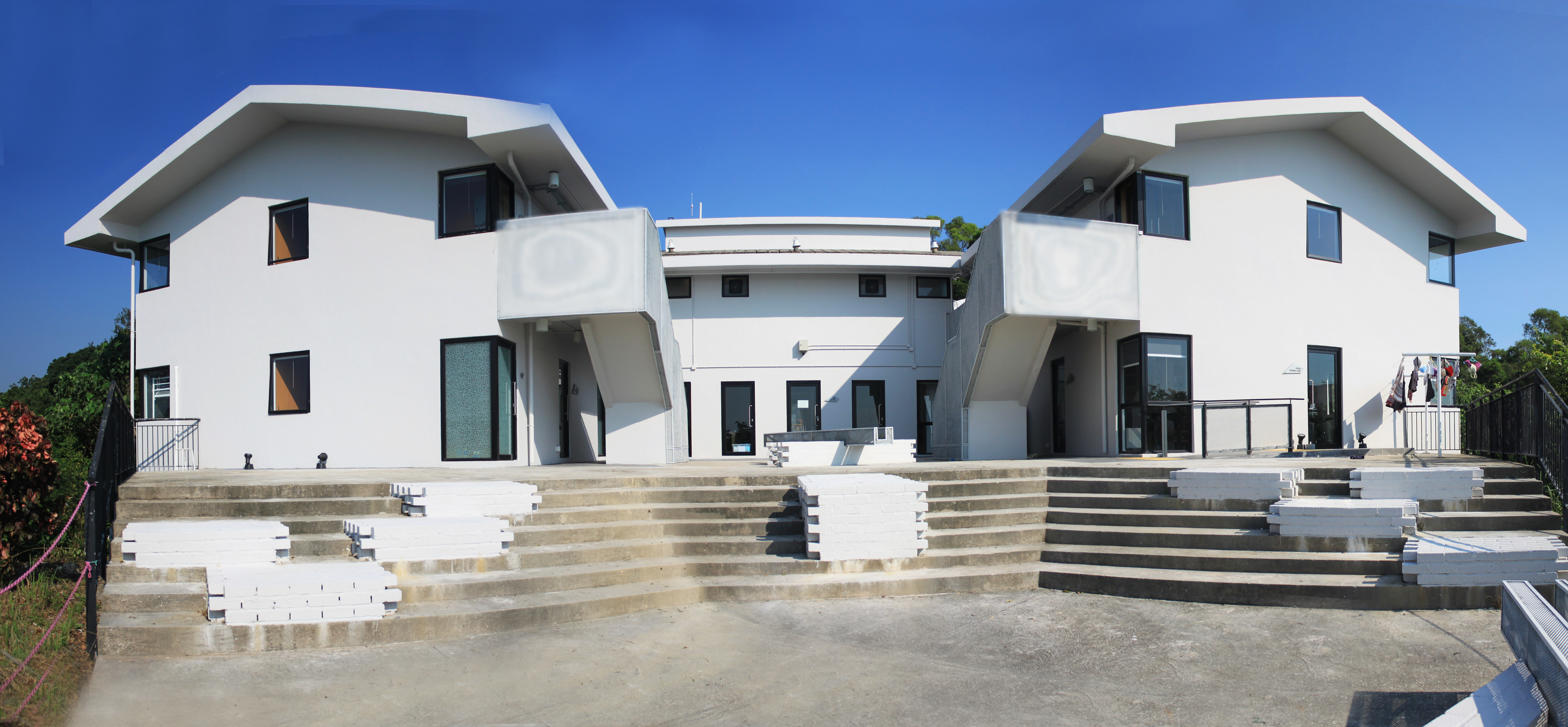
摩星嶺青年旅舍外貌
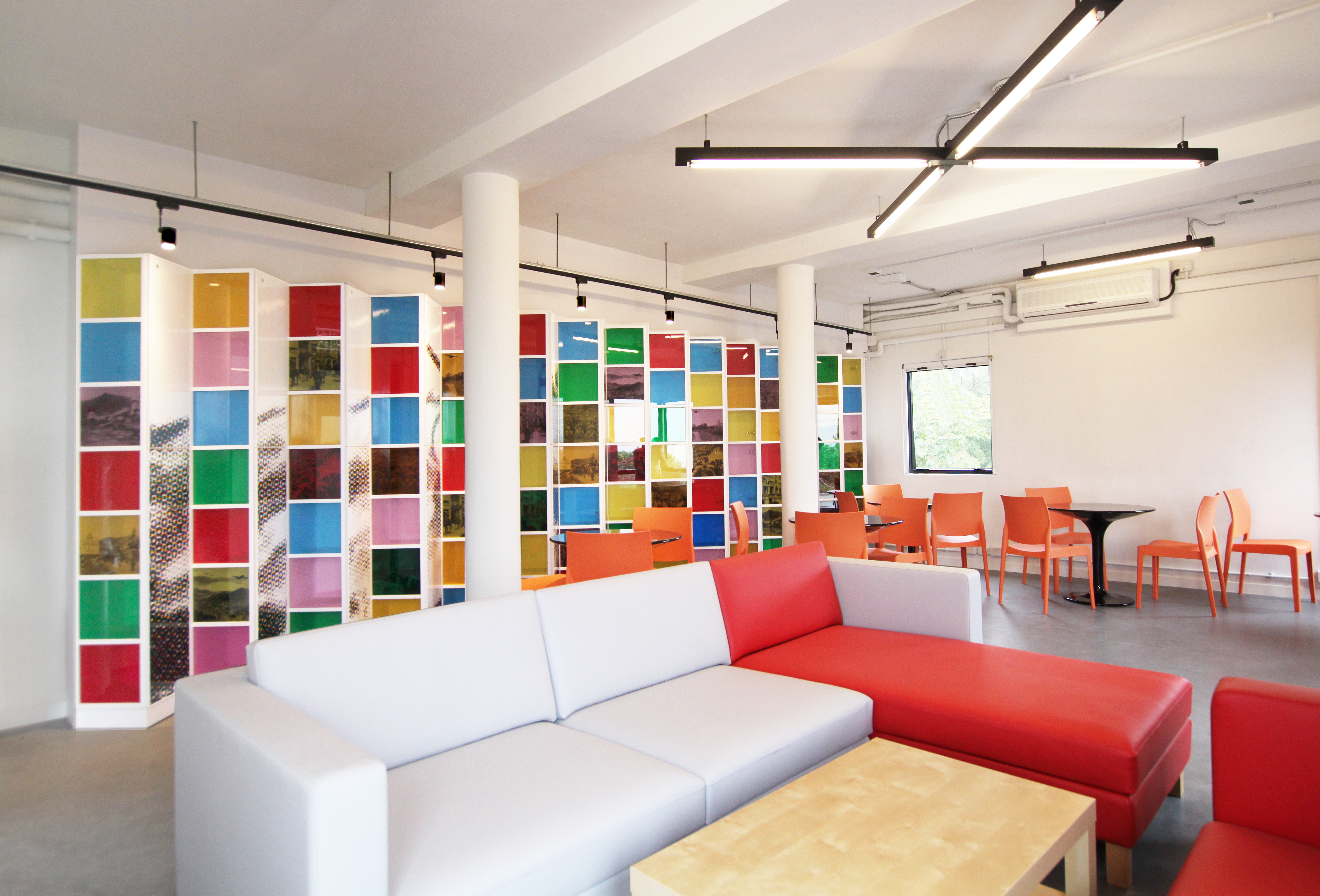
多用途活動室
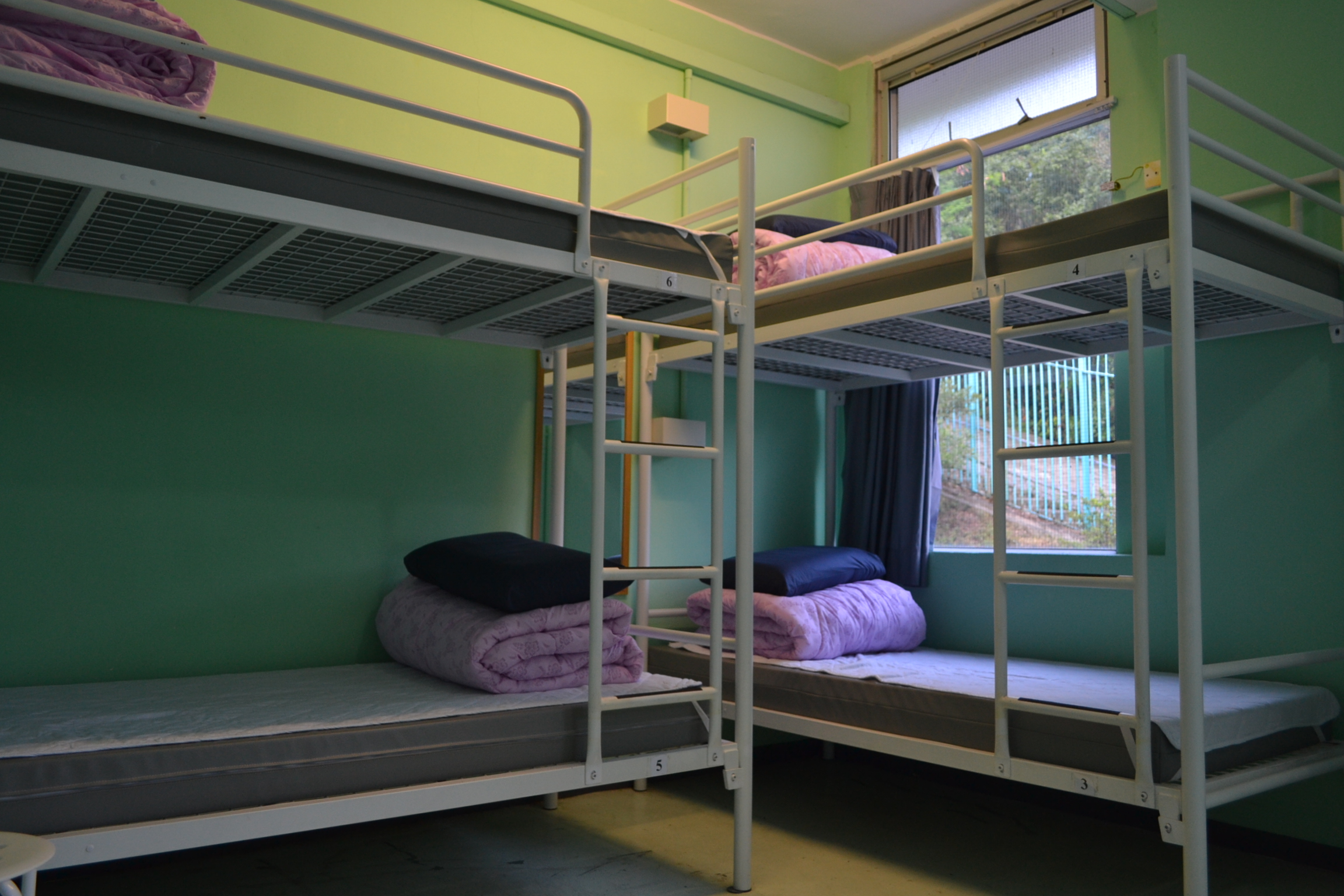
6人房間/床位
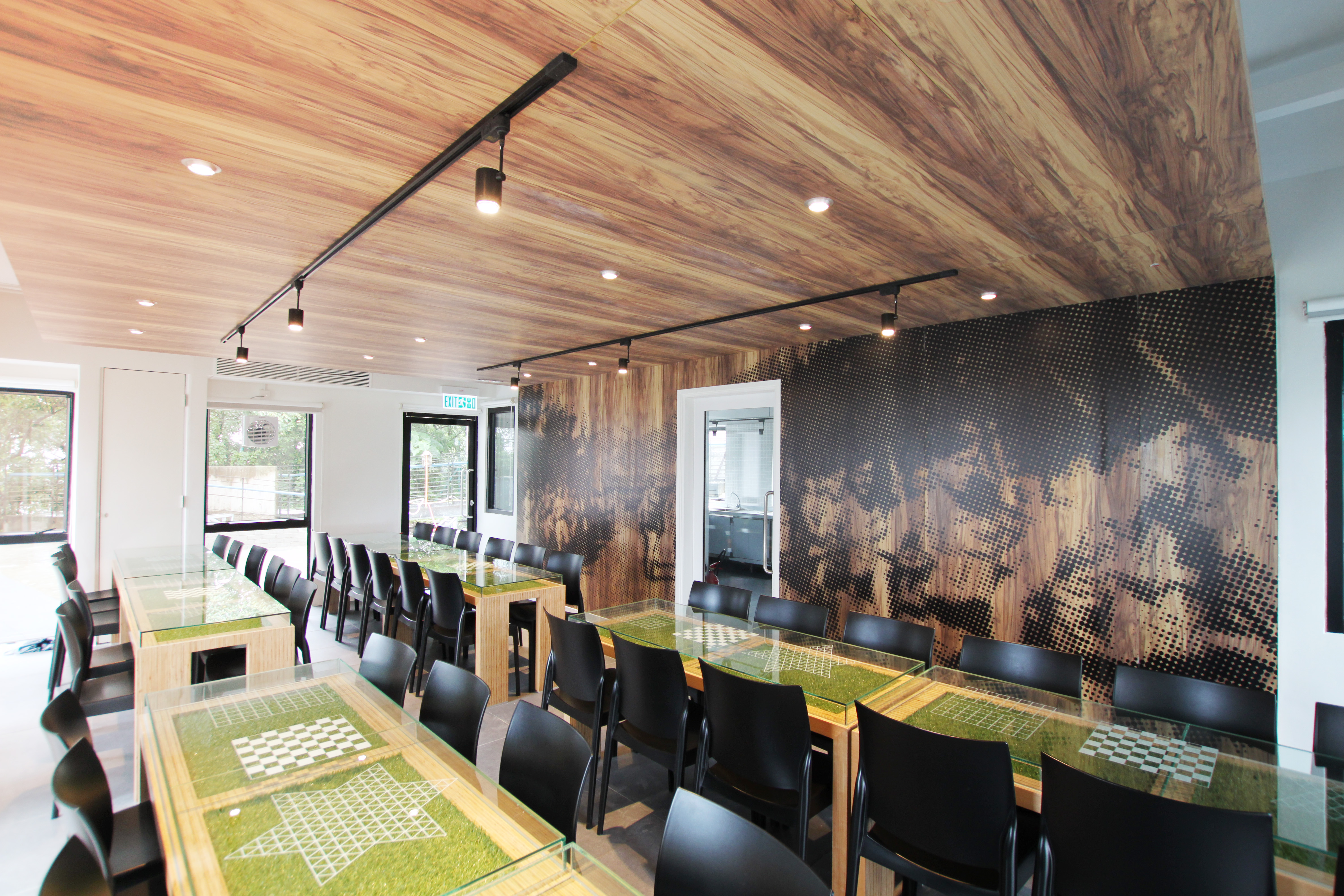
自助廚房及房間

## 旅客來源
香港青年旅舍協會總幹事曾凱琪表示，於2012年8月1日測試業務近兩個月，中國大陸遊客佔了3成，歐美遊客佔了3成，其餘主要為香港的本地團體租借使用；整體入住率約8成。預計每年可以吸引逾3萬名旅客入住。她又表示，近年入住青年宿舍的旅客類型有所轉變，近兩年來自中國大陸的遊客入住比例持續地上升，由數年前的約兩成，增加至近兩年的3成。曾凱琪又強調，成立青年旅舍的目標是建立平台，讓國際旅客可以互相交流，不會特別偏重中國大陸或者外國遊客，若果發現中國大陸遊客的比例增加得過多時，就會作出適當調整。

## 鄰近建築
- 摩星嶺炮台

## 交通
- 免費穿梭巴士，由香港青年旅舍協會所提供，來往港鐵堅尼地城站及青年旅舍。
- 巴士：城巴5B、43M、971、A10
- 小巴：54號綠色專線小巴

## 外部連結
- 賽馬會摩星嶺青年旅舍